# Ehud Kalai

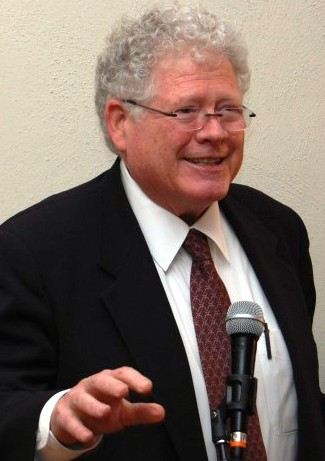
Ehud Kalai

Ehud Kalai (hebräisch אהוד קלעי‎; * 7. Dezember 1942 in Tel Aviv) ist ein israelischer, in den Vereinigten Staaten wirkender Mathematiker.
Ehud Kalai studierte Mathematik an der University of California, Berkeley und erlangte 1967 den Bachelor-of-Arts-Abschluss. Anschließend ging er an die Cornell University, wo er 1972 mit der Dissertation Cooperative Non-Sidepayment Games: Extensions of Sidepayment Game Solutions, Metrics, and Representative Functions unter William Lucas promoviert wurde. Nach einer Anstellung als Assistenzprofessor in Tel Aviv (1972–1975) trat er der Northwestern University in Illinois bei, der er bis heute angehört. Dort ist er Professor für Entscheidungs- und Spieltheorie an der Kellogg School of Management.
Kalais Arbeitsgebiet ist die Spieltheorie mit Anwendungen in den Wirtschafts- und Sozialwissenschaften. Er ist Gründer und Herausgeber von Games and Economic Behavior, einer wichtigen Zeitschrift für Spieltheorie, und Gründungsmitglied der Game Theory Society. Bekannt ist Kalai durch den Satz von Kalai und Smorodinsky, der eine Alternative zur Nash’schen Verhandlungslösung darstellt.
2012 wurde Kahai in die American Academy of Arts and Sciences gewählt.
Ihm zu Ehren ist der Kalai-Preis der Game Theory Society benannt.